# Fu Daishi

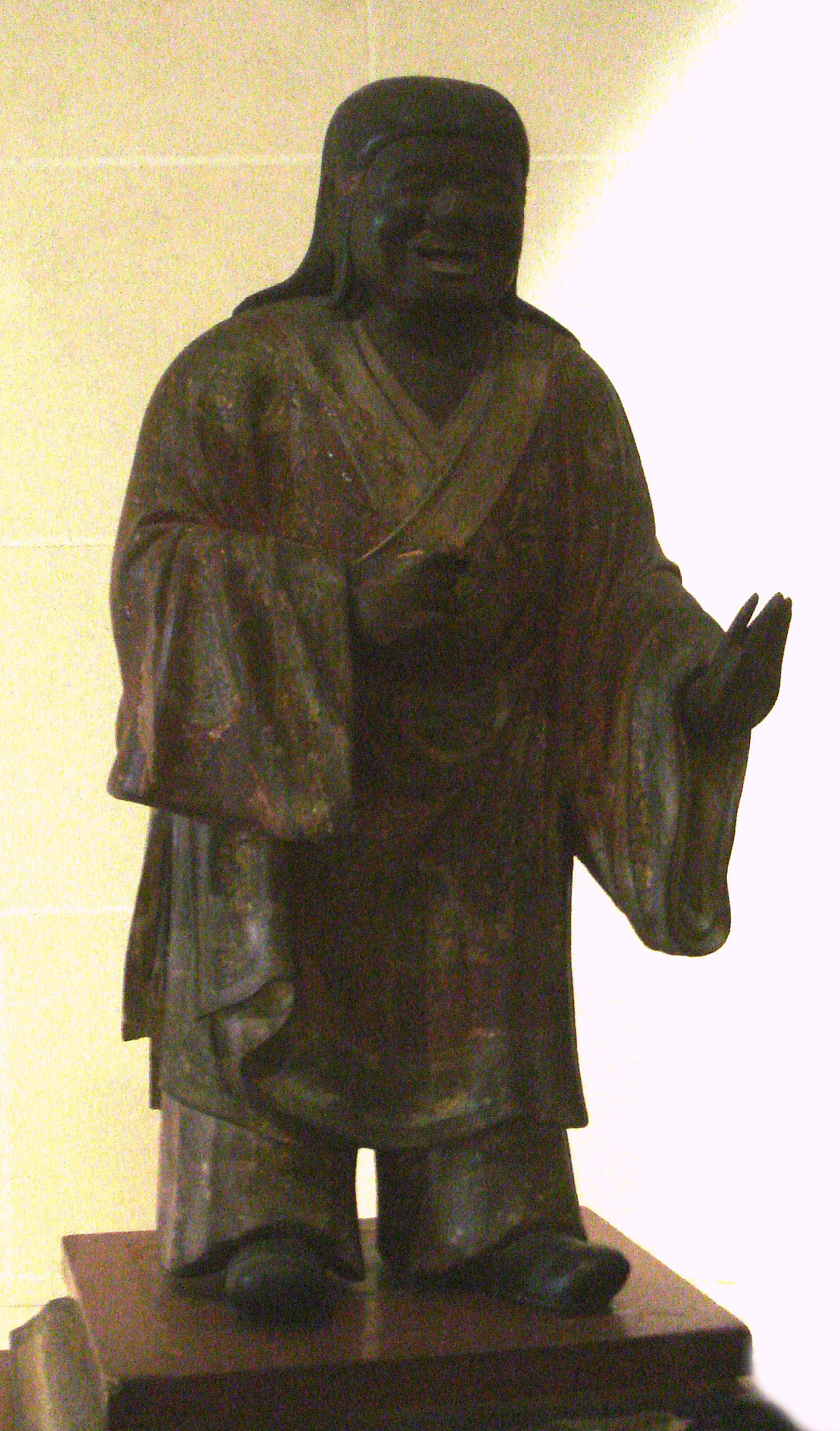

Fu Daishi, auch Fu-ta-shih (傅大士) genannt, (* 497; † 569) war ein Zen–Mönch, Dichter und Erfinder.

## Überlieferung
Nach der Legende war er ein Zeitgenosse Bodhidharmas und soll mit ihm aus dem Tushita-Himmel herabsteigen, in dem Maitreya wartet, bis er an die Reihe kommt, in der Welt des Menschen zu erscheinen, wenn das jetzige Badra-Kalpa zu Ende gegangen ist. Fus Leben war nach der Überlieferung des Dentoroku (Die Ermittlung der Lampe), voller Wunder. Er gilt als Erfinder des drehenden Buchbehälters Rinzo.